# María Gracia Omegna
María Gracia Omegna (Santiago de Chile, Chile, 3 de agosto de 1984) é uma atriz chilena.

## Carreira
María começou sua carreira na TV, Em 2007, viveu a secretaria, Meche Pacheco na versão chilena de Lalola. Em 2009, interpretou a gananciosa adolescente de 17 anos, Pilar Ortuzar, na novela juvenil, S.O.S. Corazón Rebelde. Em 2010, viveu a protagonista da minissérie Martín Rivas, aonde viveu Helena. no ano seguinte vive sua segunda vilã na telenovela Témpano.

## Trabalhos
| TV        | TV                   | TV                    |
| Ano       | Título               | Papel                 |
| --------- | -------------------- | --------------------- |
| 2007 2008 | Lola                 | Mercedes Pacheco      |
| 2009      | Corazón Rebelde      | Pilar Ortúzar         |
| 2010      | Martín Rivas         | Leonor Encina         |
| 2011      | Témpano              | Amparo Benavente      |
| 2012      | Dama y obrero        | Ignacia Villavicencio |
| 2014      | El amor lo manejo yo | Natalia Duque         |
| 2015      | Papá a la deriva     | Violeta Padilla       |
| 2016      | Sres. papis          | Ema Díaz              |